# علیرضا هاشم‌زاده
علیرضا هاشم زاده (زاده ۲۱ شهریور ۱۳۷۴) کاراته‌کای اهل ایران است.
هاشم زاده در رده‌های مختلف عضو تیم ملی ایران سابقه بازی دارد. وی دارنده مدال طلا مسابقات آسیایی بزرگسالان ازبکستان ۲۰۱۸ و برنز رقابت‌های مسابقات جهانی گوجوریو کاراته آفریقای جنوبی ۲۰۱۴ است.

## زندگی ورزشی
هاشم زاده در سال ۱۳۸۹ ورزش کاراته را به‌طور حرفه ای آغاز کرد و پس از ۱۰ ماه به تیم ملی جوانان کاراته جمهوری اسلامی ایران دعوت شد. او در اولین رقابت بین‌المللی خود، به همراه تیم ملی کاراته جوانان راهی ترکیه شد که در این رقابت‌ها دو مدال طلای تیمی و انفرادی کسب کرد. هاشم زاده در سال ۹۵ به عنوان سفیر فرهنگی و ورزشی ایران در چین معرفی شد.

## مسابقات جهانی
علیرضا هاشم زاده در مسابقات جایزه بزرگ جوانان مالزی، ۲۰۱۲ موفق به کسب مدال برنز شد.

## مسابقات آسیایی
هاشم زاده در مسابقات آسیایی کاراته بزرگسالان ازبکستان، ۲۰۱۸، مسابقات جایزه بزرگ ترکیه انفرادی، ۲۰۱۳ و مسابقات جایزه بزرگ ترکیه تیمی، ۲۰۱۳ موفق به کسب مدال طلا شد.